# Tromsøysund-csatorna
A Tromsøysund-csatorna (norvégul: Tromsøysundtunnelen) tengeralatti közúti összeköttetést biztosító csatornaalagút, mely a Tromsøysundet-szoros alatt fut és összeköti Tromsøya szigetét Norvégia szárazföldi részével, Tromsø városának közúti összeköttetést biztosítva. Az út része az európai főútvonalhálózatnak, melynek itteni szakasza az E8-as autóút. A Tromsøysund-csatorna két ágból áll, melyek közül a T1-es 3386 méter, míg a T2-es 3500 méter hosszú.
Mindkét alagútban a forgalom két sávon bonyolódik. A csatorna legalacsonyabb részein 102 méterrel a tengerszint alatt fut és maximális emelkedési szintje 8,2%-os. A két alagutat 15 szervizalagút szolgálja ki. Mikor 1994-ben megnyitották, akkor a Tromsø-híd már közel egy évtizede túlzsúfolt volt a megnövekedett autóforgalom miatt. A csatorna a Tromsø Egyetem és az Észak-Norvég Egyetemi Kórház közelében jut ki a felszínre.

## Fordítás
- Ez a szócikk részben vagy egészben  a   Tromsøysund Tunnel című angol Wikipédia-szócikk ezen változatának fordításán alapul.  Az eredeti cikk szerkesztőit annak laptörténete sorolja fel. Ez a jelzés csupán a megfogalmazás eredetét és a szerzői jogokat jelzi, nem szolgál a cikkben szereplő információk forrásmegjelöléseként.